# Тоутоваї чатамський
Тоутоваї чатамський (Petroica traversi) — вид горобцеподібних птахів родини тоутоваєвих (Petroicidae). Ендемік архіпелагу Чатем.

## Опис
Довжина птаха становить 14-15 см. Самець важить 25 г, самка 22 г. Птах має повністю чорне забарвлення.
Мовою маорі птах називається "какаруя", мовою моріорі- "каруре".

## Поширення і екологія
В минулому чатамський тоутоваї мешкав на всіх островах архіпелагу Чатем, що розташований в 850 км на схід від нової Зеландії. Сьогодні він мешкає лише на двох невеликих островах цього архіпелагу- на Мангері і Рангатірі. 
Цей вид птахів мешкає в залишках рівнинних лісів і чагарниках. Вони повністю комахоїдні; здобич шукають в лісовій підстилці або на низько розташованих гілочках. Гніздяться в дуплах або серед повалених дерев. Віддають перевагу місцям з густою рослинністю і глибоким шаром палого листя.

## Розмноження
Сезон розмноження триває з кінця жовтня по початок грудня. Зазвичай в кладці два яйця. Інкубація триває 18 днів. Пташенята залишаються в гнізді 23 дні, однак батьки продовжують піклуватися про них, поки вони не досягнуть 65-денного віку, що набагато довше, ніж в інших птахів подібного розміру.
Польові дослідження, проведені в період 1980-1991 років показали, що середня тривалість життя складає близько двох років. Однак «Old Blue», єдина самиця репродуктивного віку, що залишилась в 1980 році і предок всіх існуючих нині чатамських тоутоваї прожила 12 років.

## Збереження
Зараз існує близько 260 чатамських тоутоваї, однак в 1980 рокі їх існувало всього п'ять, всі на острові Малий Мангер. Їх врятував новозеландський зоозахисник Дон Мертон і служба дикої природи Нової Зеландії. Птахів перевезли на острів Мангер. Мертон вилучав яйця, знесені «Old Blue», а пізніше і іншими самицями, і підкладав їх в гнізда великоголових тоутоваї. Великоголові тоутоваї висиджували яйця і піклувались про пташенят, а самиці чатамських тоутоваї, втративши яйця, відкладали нову кладку.
Оскільки всі існуючі чатамські тоутоваї є потомками однієї самиці, їх генетичне різноманіття впало до мінімуму і вид пережив ефект пляшкового горла. Однак це не викликало проблем, пов'язаних з інбридингом, що дозволило вченим припустити, що чатамськиї тоутоваї вже проходив через подібну ситуацію, і популяція втратила алелі, які могли б згубно на неї вплинути.
Хоч цей вид і залишається під загрозою зникнення (EN за класифікацією МСОП), його популяція збільшується. В 1981 р. кількість птахів збільшилось до семи, в 1990 р. - до 116, в 1998 р. - до 226, а в 1999 р. - до 254. Навесні 2011 року на острові Рангатіра мешкало 190 чатамських тоутоваї, на острові Мангер - 34.
На островах Чатем реалізуються проекти по відновленню природного середовища і по знищенню інтродукованих хижаків. Це має допомогти рідкісним видам, зокрема чатамському тоутоваї відновити популяцію.